# Christopher Katongo
Christopher Katongo (Mufulira, Zambia, 1982. augusztus 31.) zambiai labdarúgó, csatár. Jelenleg a Arminia Bielefeldben játszik a Bundesligában, valamint a zambiai labdarúgó-válogatottban.

## Pályafutása
Katongo 2007-ben igazolt Európába a dán Brøndby IF csapatába ahol hamar a szurkolók kedvencévé vált, lőtte folyamatosan a gólokat. De 2008 nyarán eligazolt a Bundesligába az Arminia Bielefeld csapatába. Eddig egy gólt szerzett a Hamburger SV ellen 4-2-re elvesztett mérkőzésen. Katongo a Zambiai labdarúgó-válogatott csapatkapitánya, a 2008-as afrikai nemzetek kupáján egy gólt szerzett Egyiptom ellen.

### Érdekességek
- Katongo gól örömében egy cigánykerék után több kézen átfordulásból hátraszaltózik.
- Van egy fiatalabb testvére, Felix Katongo, aki a Stade Rennais FC csapatában játszik Franciaországban.